# Rasstandard

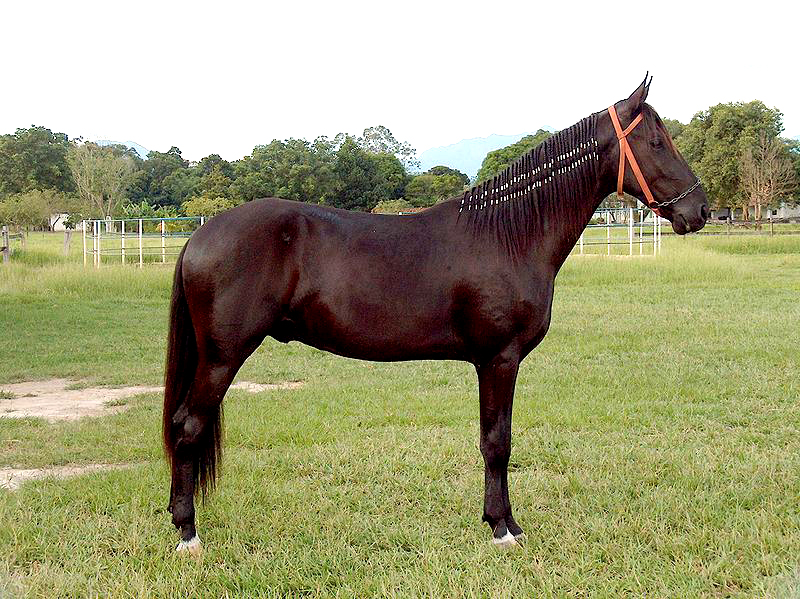
En ung campolinahingst som uppfyller kraven för rasens standard.

Rasstandard är ett dokument som fastställer hur det eftersträvansvärda idealet för hur en ras av ett domesticerat djur ska se ut. Rastandard kan exempelvis gälla hundar, katter, får, kor, hästar, gäss och ankor. Bland annat beskrivs helhetsintryck och kroppens byggnad och beroende på art exempelvis bett, ögonform, päls, teckning, näbb- och benfärg. Så gott som alla standarder lämnar tillräckligt mycket utrymme för att flera linjer kan utvecklas inom en ras, med något annorlunda form och funktion, som ändå faller inom standardens ram och kan anses korrekta.